# Détecteur électrolytique
Pour les articles homonymes, voir détecteur.

Circuit du poste à détecteur électrolytique.

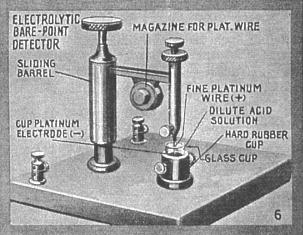
Détecteur électrolytique.

Dès le début du XXe siècle, le détecteur électrolytique était l'un des premiers dispositifs capables de rendre les signaux radios audibles avec une paire d'écouteur ou un casque audio. Il fut progressivement remplacé par le détecteur à galène, plus simple.

## Historique

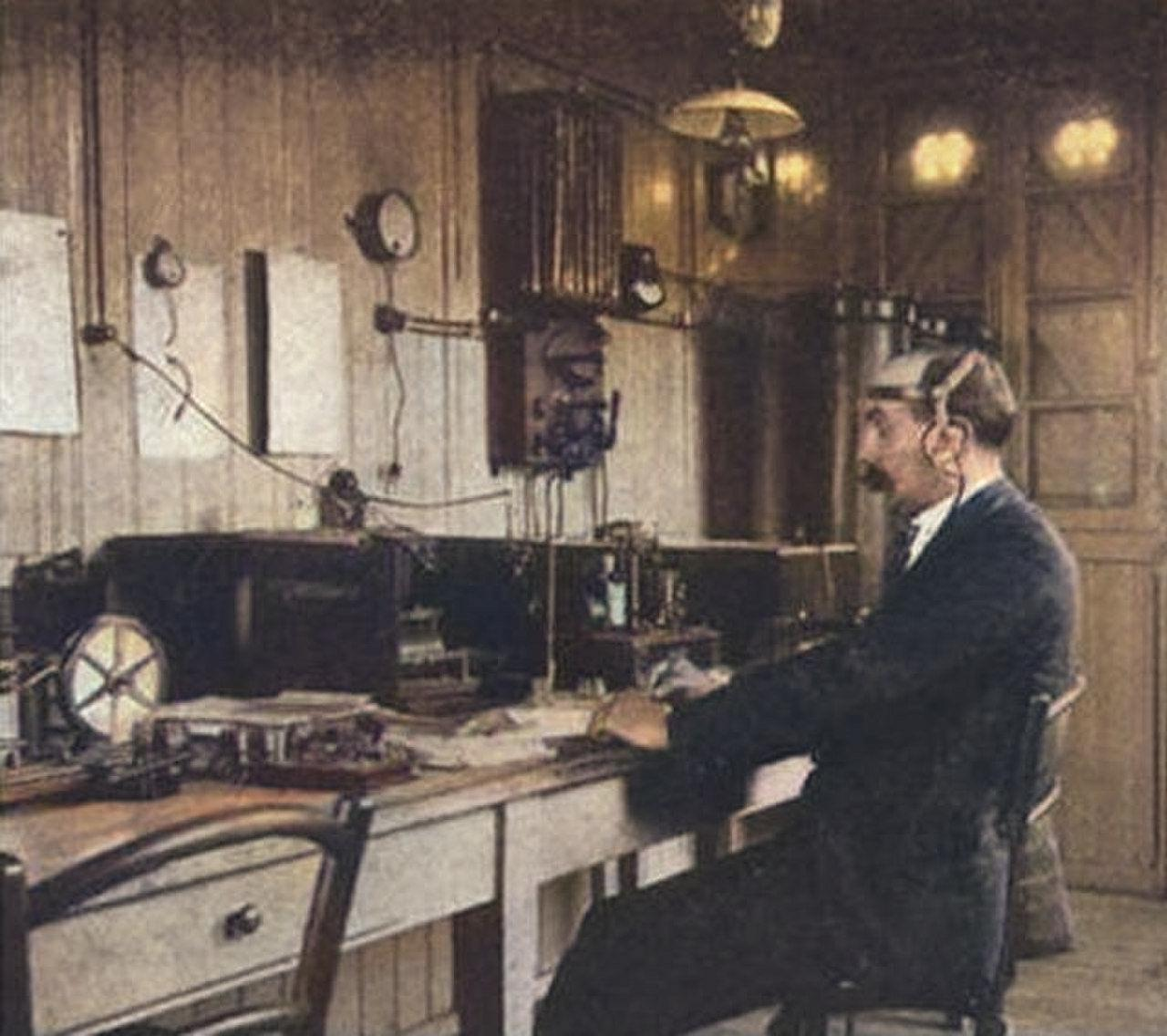
Station Ouessant TSF en liaisons radiotélégraphiques sur 500 kHz

En 1857, Buff constate le phénomène de soupape électrolytique qui permet de fabriquer du courant continu à partir d'une source de courant alternatif. Le 4 janvier 1898, J. Pupin dépose un brevet sur l'emploi de la soupape électrolytique.
À partir de 1900, le détecteur électrolytique a remplacé le radioconducteur, cohéreur d'Édouard Branly. Le détecteur électrolytique et le détecteur magnétique étaient les premiers dispositifs capables de rendre les signaux radios de TSF audibles avec une paire d'écouteur ou un casque audio.
En 1903, le général Gustave Ferrié met au point un détecteur électrolytique. La station Ouessant TSF créée par Camille Tissot au côté du phare du Stiff à l'île d'Ouessant effectue des liaisons radiotélégraphiques avec la Marine nationale de Brest.
En 1904, cette même station Ouessant TSF FFU effectue des liaisons radiotélégraphiques avec une flotte de 80 paquebots.
Dès 1907, dans les stations TSF, le détecteur électrolytique est progressivement remplacé par le détecteur à galène pour sa simplicité.
Ce détecteur a été utilisé jusqu'en 1913 dans les récepteurs du Stiff de la station Ouessant TSF avec une portée radiotélégraphiques de plusieurs centaines de kilomètres par une antenne en parapluie haute de 33 mètres (haute de 42 mètres à l'origine mais cassée par les vents).

## Applications

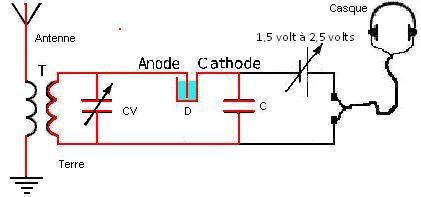
En rouge signal alternatif HF dans le circuit du poste à détecteur électrolytique.

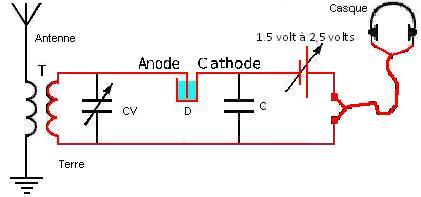
En rouge modulation BF dans le circuit du poste à détecteur électrolytique.

Schéma du détecteur électrolytique.

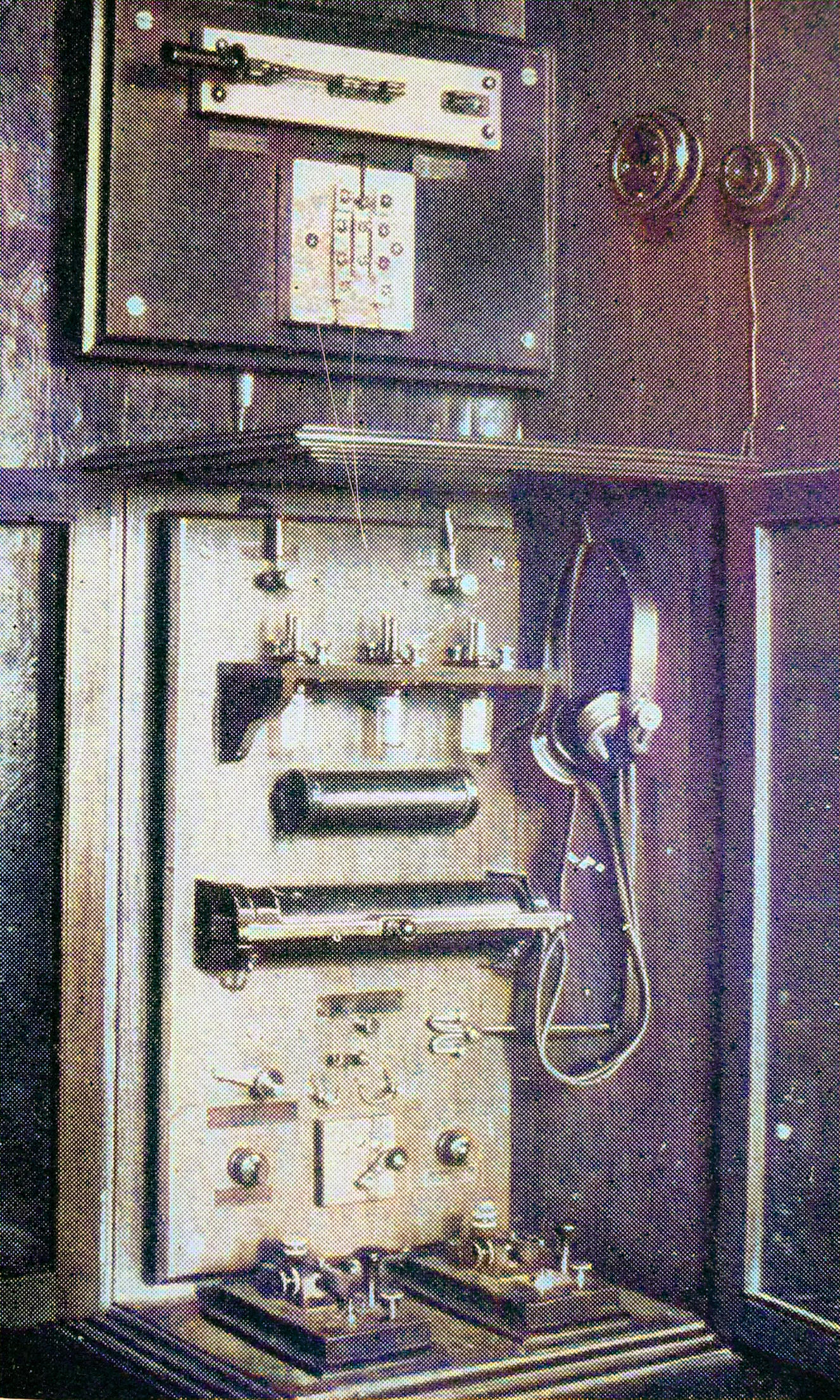
Une des premières stations privées.

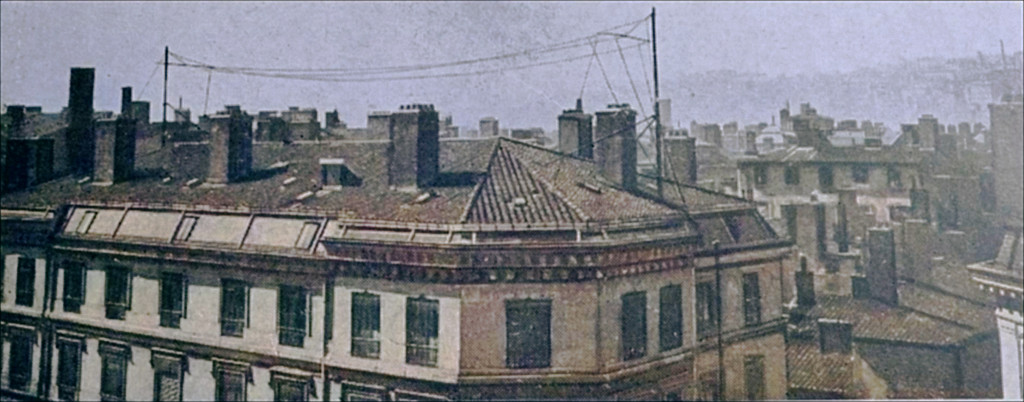
Antenne d'une station privé de TSF.

Dès le début du XXe siècle, les stations de T.S.F. à détecteur électrolytique permirent la réception dans les bandes radios, des signaux de la tour Eiffel. Le détecteur électrolytique est le plus sensible des détecteurs, mais il est aussi très sensible aux vibrations et aux mouvements. Il n'est utilisable que dans les stations fixes et inutilisable dans les stations radios mobiles : navires, aéronefs, ballons dirigeables, stations portables, etc. Ce détecteur n'a été utilisé dans les récepteurs que pour un usage à court terme en raison de la complexité de l'entretien.
La réception des ondes moyennes par détecteur électrolytique à une portée de :
- 60 km dans le désert ;
- 250 km sur un sol normal (ni sec ni marécageux) ;
- 1 000 km sur une mer ou un océan.

## Principe
Le principe du détecteur est basé sur l'effet de soupape électrolytique. Dans une cuve d'électrolyse, pourvue de 2 électrodes, on observe que le courant circule facilement dans un sens mais très difficilement dans l'autre. Le phénomène s'explique par la formation d'une couche d'oxyde qui isole le métal.
Un circuit composé d'une pile, d'un potentiomètre et d'un écouteur applique une tension au détecteur électrolytique (cuve d'électrolyse). La polarisation électrolytique de l'anode est très rapide. L'anode est un fil de platine très fin de 1/100 de millimètre. Le signal alternatif du circuit inductance-condensateur dépolarise partiellement l'anode aux rythmes de la modulation d'amplitude, ce qui oblige la pile électrique à fournir un nouveau courant pour repolariser l'anode. L'écouteur parcouru par ce courant repolarisant aux rythmes de la modulation d'amplitude fait entendre une image de la modulation (la cathode est un petit godet de platine ou de plomb ou une plaque métallique ou un gros fil de platine ou de plomb).
Le détecteur électrolytique fonctionne avec l'application d'une source auxiliaire bien déterminée entre 1,5 volt à 2,5 volts pour la fonction détectrice cathode anode. Pour le réglage du détecteur, mettre la tension de la source auxiliaire au maximum environ : 2,5 volts. Dès que l'eau bouillonne dans la cuve d'électrolyse, un bruit est perçu dans l’écouteur, réduire lentement la tension jusqu’à la disparition complète de tout bruit. Puis connecter l’antenne. Refaire le réglage régulièrement et en cas de changement de température, de pression barométrique, en cas de vibration et de choc…..
Le détecteur électrolytique à une sensibilité de 7 nanowatts. La sensibilité des meilleurs récepteurs à détecteur électrolytique est de l'ordre de -53 dBm (ou 500 μV à l'entrée d'antenne du récepteur pour une impédance de 50 Ω) soit une correspondance de S-mètre 9+20 dB. La température de l'électrolyte doit rester inférieure à 40 °C avec une parfaite pureté de l'électrolyse.